# Спинете
Спинѐте (на италиански: Spinete, на местен диалект Spënétë, Спънетъ) е село и община в Южна Италия, провинция Кампобасо, регион Молизе. Разположено е на 600 m надморска височина. Населението на общината е 1384 души (към 2010 г.).